# Florenci Mauné i Marimont
Florenci Mauné i Marimont (Figueres, 18 de juliol del 1925 - 13 de juliol del 1995) fou un músic instrumentista, compositor de sardanes i director d'orquestra català.

## Biografia
Ben aviat, quan sols tenia 8 anys, inicià les seves primeres passes musicals a l'escola del Casino Menestral Figuerenc.
Un cop per setmana i amb la seva bicicleta anava a Castelló d'Empúries, a rebre les primeres lliçons d'harmonia, contrapunt i fuga, elements indispensables per a tot bon compositor. La seva primera sardana l'escrigué l'any 1944, tenia 19 anys i li posa per títol Nostra Dansa, nom de la colla sardanista de la qual ell formava part com a dansaire.
Quan tenia 16 anys formà l'orquestra Moyambos junt amb uns quants estudiants, amics d'institut i també músics amb la següent formació: piano i direcció, el mateix Florenci Mauné; 1a trompeta, Josep Pallisera; 2a trompeta, Joan Falgarona Canadell; 3a trompeta, Pontonet; trombó, Pérez; violí, Teodor Jové; i 1r saxo tenor, Agapit Torrent. Als 18 anys, el seu pare, Carles Mauné i Alai també músic i compositor, l'incorporà a la Cobla-Orquestra Antiga Pep de Figueres, on en va ser el director de l'any 1944 al 1952. 
També esdevingué professor de música. Entre els seus deixebles s'hi troben dos músics de gran renom com el violinista i director Gonçal Comellas i Fàbrega i l'instrumentista de contrabaix, compositor de sardanes i director de cobla, Jaume Cristau i Brunet. 
Tenia 24 anys quan l'escriptor i dramaturg figuerenc Pere Teixidor i Elias el va fer director d'orquestra de la seva "Agrupació Lírica Tàlia", amb la que va dirigir les sarsueles Los claveles, La Dolorosa, La del Manojo de Rosas, etc., a diverses ciutats i això li va donar una certa importància entre les orquestres de l'Empordà. D'aquí que entrés a l'any 1952 com a director de la Cobla-orquestra Caravana de Torroella de Montgrí. L'any 1956 va ser cofundador de la Cobla-orquestra Costa Brava de Palafrugell. Una particularitat és que sempre dirigia els concerts clàssics amb els ulls tancats. En el curs de la seva etapa de director artístic de la Costa Brava, fou promotor d'unes gravacions per a la casa Columbia (actualment Columbia Records). També tocà en el Palau de la Música Catalana. 
Una faceta que no l'abandonà al llarg de la seva vida va ser la de compositor de sardanes, algunes de revesses. Les més conegudes són: Isabel, Com tu la volies, El bullici de Santa Creu, Nostra dansa, L'aplec de Figueres, El salt de la reina, El meu espill, El joguet dels avis. 
Posteriorment s'orientà vers altres horitzons i va crear el conjunt de música moderna Mauné i els seus Dinàmics, que ben aviat es feu remarcar entre els conjunts pop més importants de la Catalunya de l'època. Mauné va esdevenir un gran avantguardista en el camp de la cobla-fusió, avançant-se en aquest terreny a la Companyia Elèctrica Dharma o a Santi Arisa. Malauradament, una embòlia cerebral, en plena actuació musical als 45 anys, el deixà impossibilitat en la plenitud del seu art. Malgrat això, tornà a estudiar harmonia i va arribar a compondre quatre sardanes més, les darreres: El retorn, Amb el cor valent, David i Maria del Mont, dedicades aquestes dues últimes als seus nets. 
Un reconeixement a la seva aportació musical ha estat la publicació per part de la revista Enderrock i la discogràfica Picap del DC Pop ie-ié català (2010) que conté, entre d'altres, una cançó de "Mauné i els seus Dinàmics", una particular instrumentació de la popular sardana L'Emigrant que el grup havia enregistrat en el disc senzill Tenora '66, una obra amb un tarannà innovador gens habitual a l'època. 

## Crítiques positives a la seva obra
La revista Destino l'any 1966 va lloar les adaptacions de les quatre sardanes tradicionals: Per tu ploro, Pel teu amor (Rosor), L'Emigrant i La Santa Espina; fetes pel grup de "Mauné i els seus dinàmics", com a grup ie-ié, nou en la discografia catalana.
Segons aquesta crítica de la revista l'adaptació no només no desafinava i seguia al més possible la línia melòdica de les sardanes tradicionals sinó que al mateix temps en conservava la seva essència i sonava com a música realment actual, jove, i rabiosament moderna. Tot això, d'acord amb l'opinió de la revista, havia estat possible gràcies a l'esperit creador i la molt àmplia dotació tècnica i artística del grup.

## Sardanes
- 1944 Nostra dansa. Dedicada a la seva Colla sardanista.
- 1944 Record d'Empúries
- 1944 Gent d'ara
- 1944 El cafè dels murris
- 1945 El vailet content
- 1946 Festeig inútil
- 1946 Nostra pedra
- 1947 Isabel. A la seva esposa. Fou enregistrada per l'orquestra Costa Brava Arxivat 2011-02-02 a Wayback Machine..
- 1947 L'entusiasme d'en Bosch
- 1947 El 10 de gener. De manera anecdòtica cal dir que aquesta sardana fou prohibida per la censura franquista en pensar que es tractava d'una data relativa a algun esdeveniment de caràcter polític. En canvi, és la data en què es va prometre amb la que després seria la seva esposa.
- 1948 Les Fires de Santa Creu. A les Festes de Figueres.
- 1949 Bell-lloc
- 1949 El clarejar
- 1950 De tu a tu. Sardana obligada de 2 fiscorns.
- 1951 El mercat dels tortells. Al Mercat de Rams de Bàscara.
- 1954 El bullici de Santa Creu. A les Festes de Figueres.
- 1957 El juguet dels avis. A la seva filla Montserrat.
- 1957 Com tu la volies. Enregistrada el 2006 per l'orquestra Costa Brava.
- 1958 La Calàndria. A l'entitat del Masnou anomenada La Calàndria.
- 1959 L'Aplec de Figueres. Enregistrada per la Cobla Ciutat de Girona l'any 1993.
- 1960 El salt de la reina. A Sant Pere de Rodes. Enregistrada per l'orquestra La Principal de la Bisbal el 2003 i la Cobla-Orquestra Miramar Arxivat 2008-02-10 a Wayback Machine. el 1986.
- 1961 Pensant en l'Enric. A Enric Barnosell. Sardana obligada de tible.
- 1963 Els de ca la Gràcia. A la casa pairal de Vilamacolum. Sardana obligada de tible i tenora. Enregistrada per la Cobla-Orquestra Montgrins l'any 2001.
- 1969 Encara hi sóc. En fundar Mauné i els seus Dinàmics havia estat un temps sense compondre sardanes.
- 1970 El meu espill. A la seva filla Montserrat.[5]

### Compostes després de la seva embòlia
- (23/01/1976) El retorn. Al Dr. August Moret.
- (12/04/1977) David. Al seu net.
- (21/11/1979) Amb el cor valent
- (21/02/1981) Maria del Mont. A la seva neta.[5]

## Sardanes revesses
- 1951 La cançó enfadosa
- 1953 Dubtant
- 1955 Bona sort
- 1960 Passant febre

## Imatges

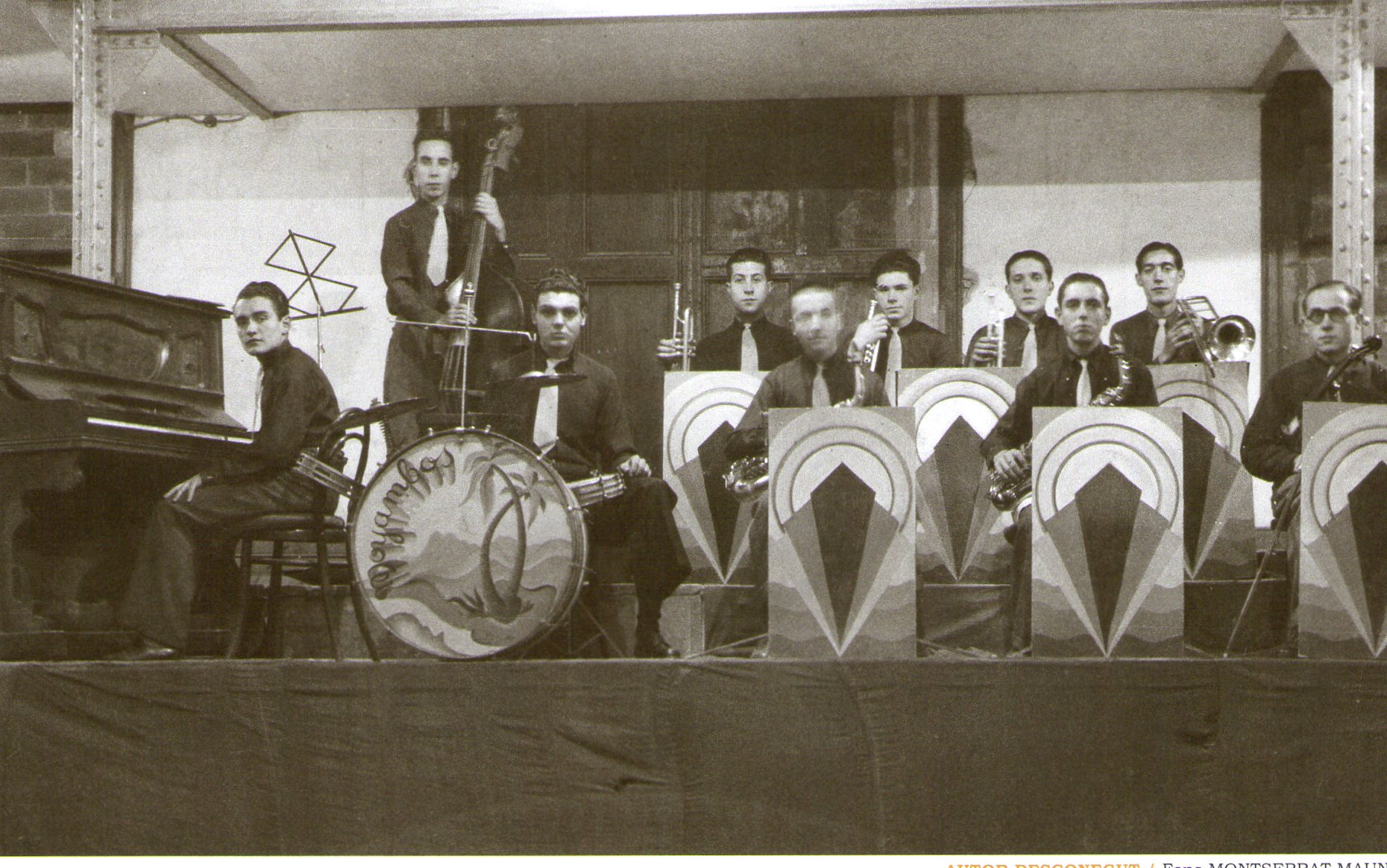
Orquestra Moyambos, 1943
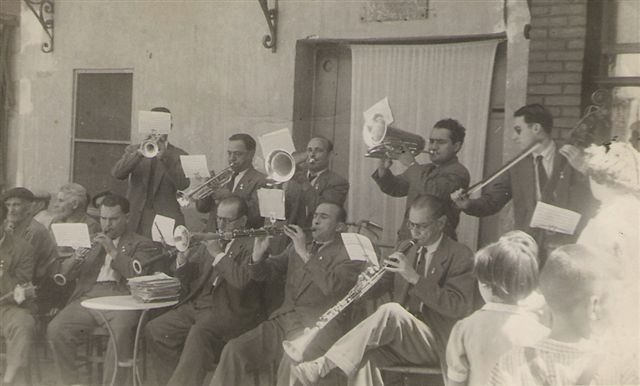
Cobla l'Antiga Pep, 1944
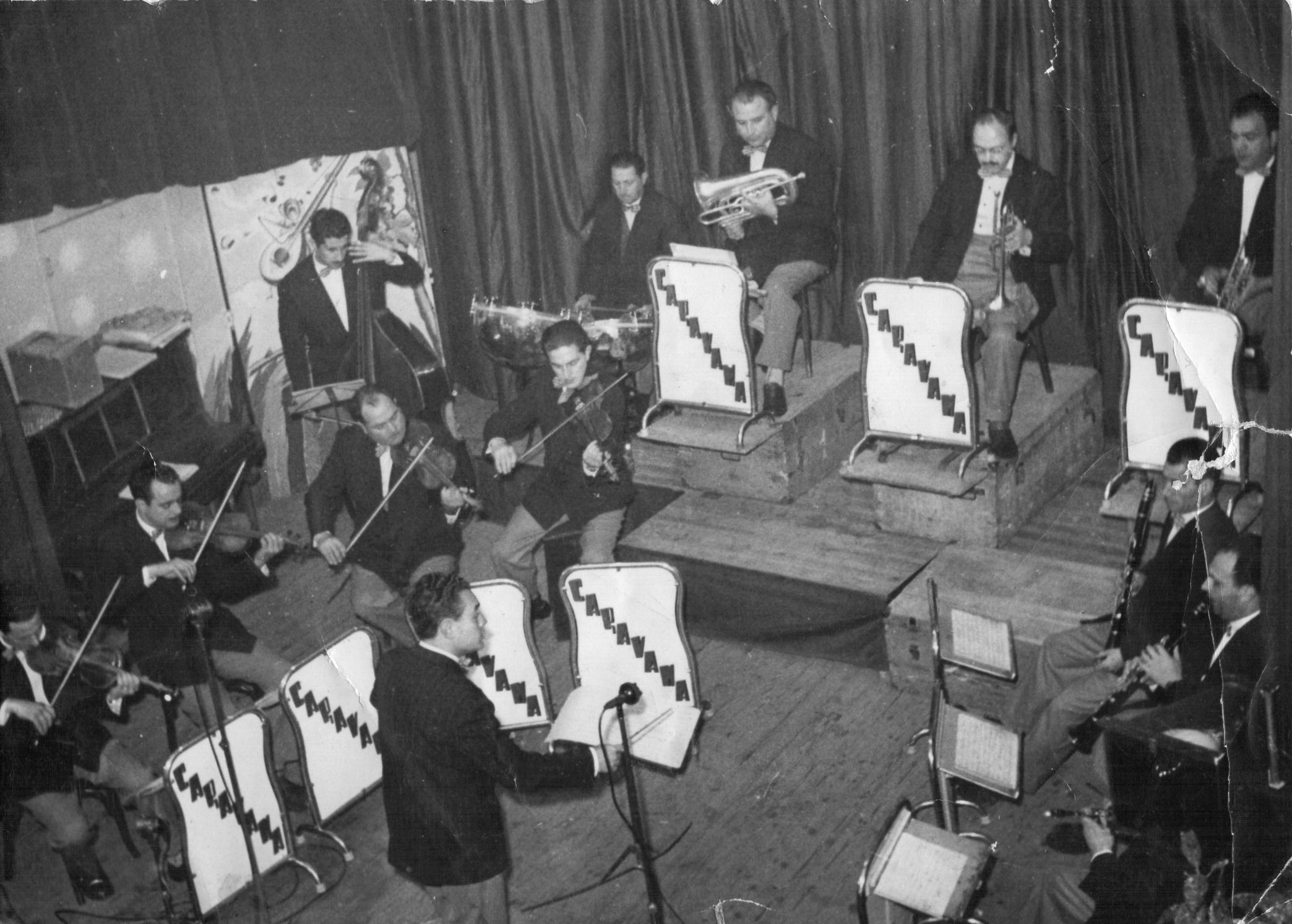
Cobla Caravana, 1952
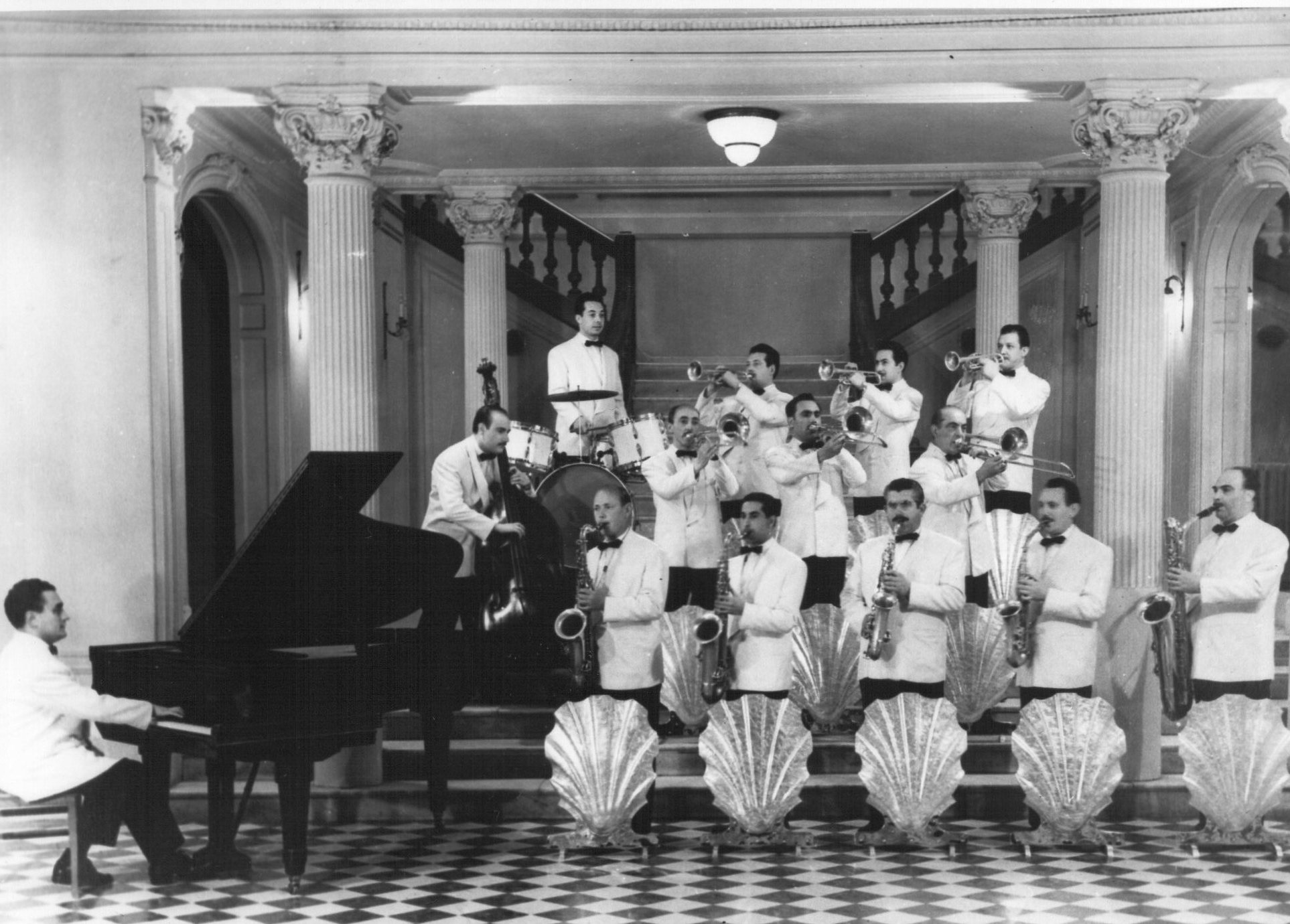
Orquestra Costa Brava, 1956

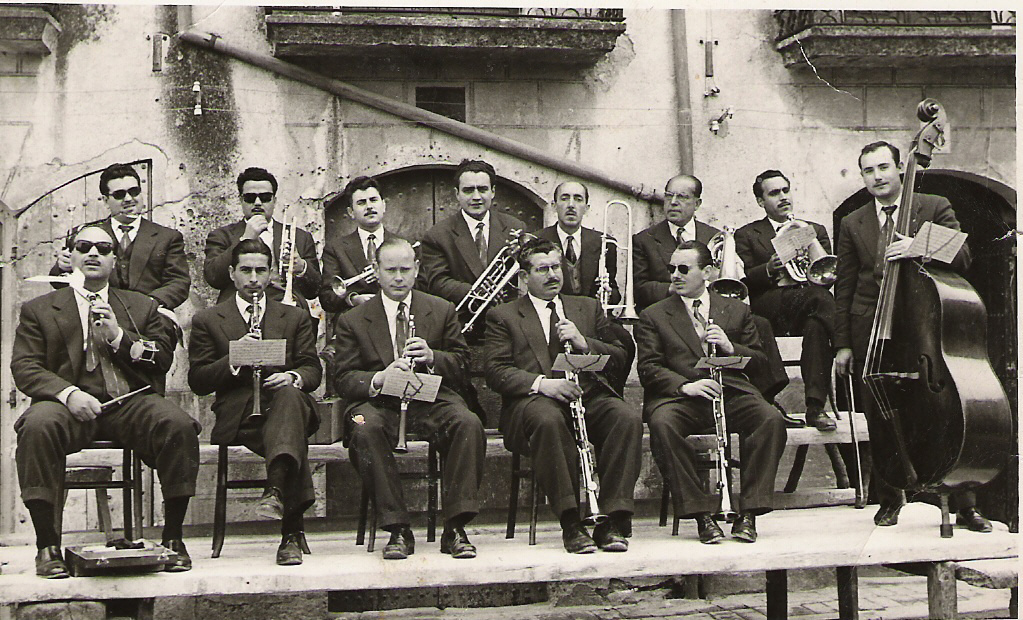
Orquestra Costa Brava, 1957
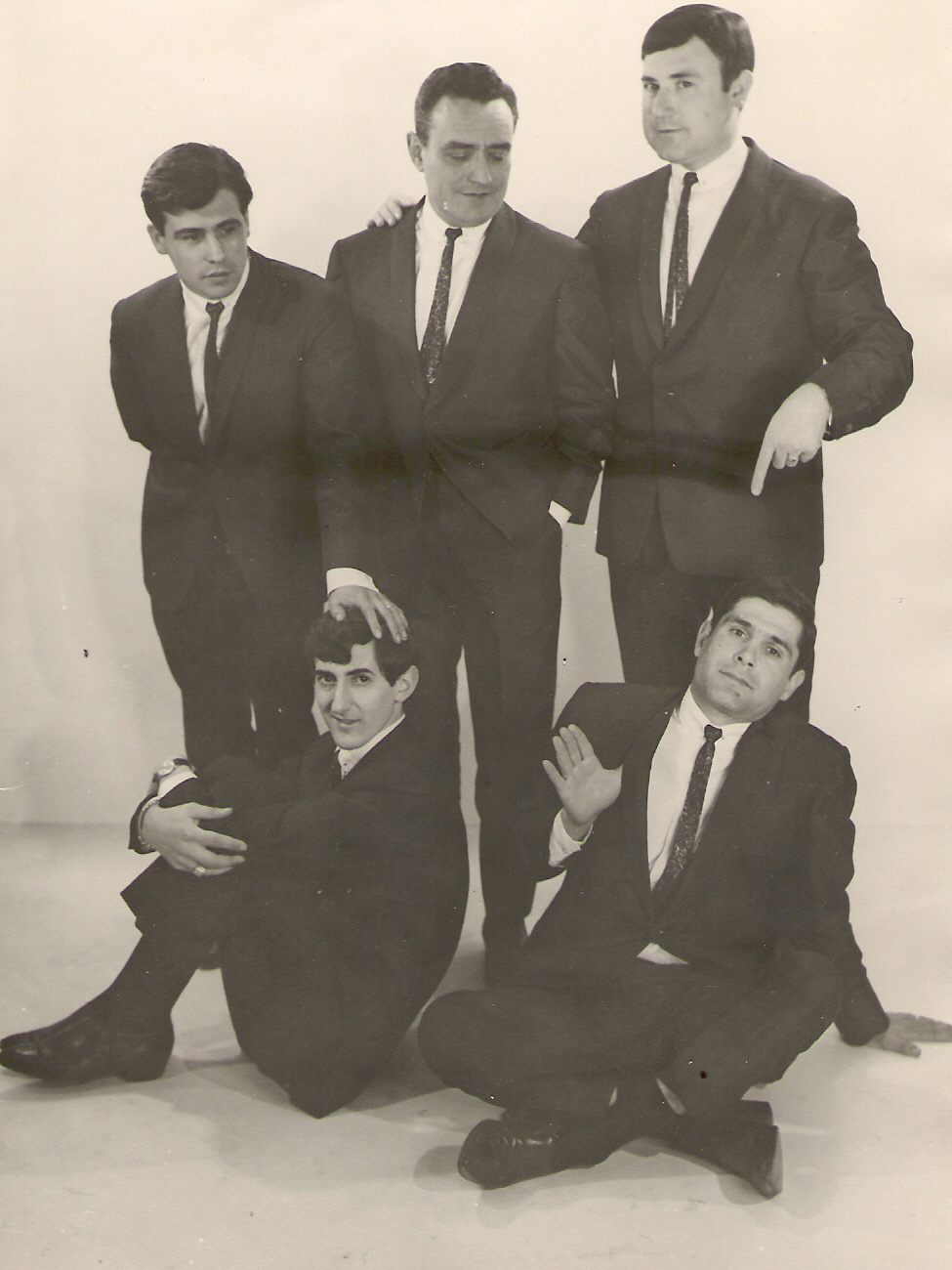
Mauné i els seus Dinàmics, 1966
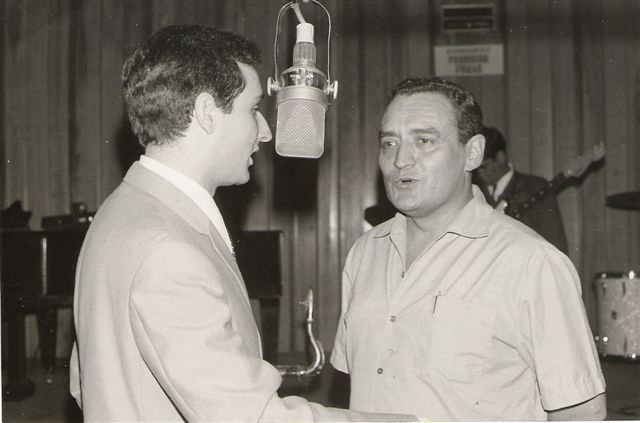
Escamilla i Mauné a Radioscope, 1966
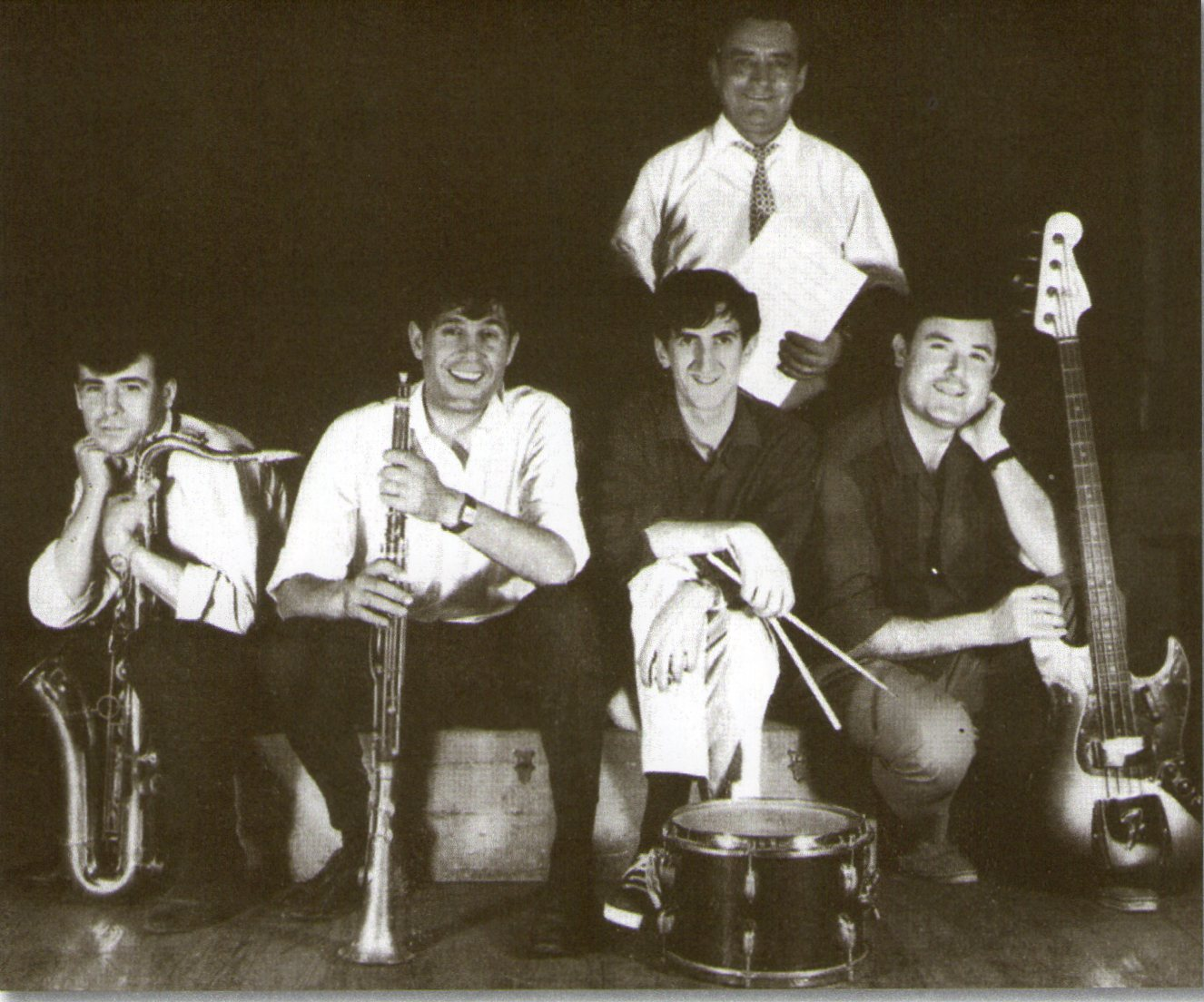
Mauné i els seus Dinàmics, 1967